# Arthur Crier
Arthur Crier (* 1. April 1935 Manhattan als Arthur Griffin Lewis Crier jr.; † 22. Juli 2004 in Warsaw, North Carolina) war ein US-amerikanisches Doo-Wop-Sänger und Komponist.

## Leben
Arthur Griffin Lewis Crier jr. wurde in Manhattan geboren, die Familie zog nach Morrisania in der Bronx, als er zwei Jahre alt war. Im Alter von 15 Jahren trat Crier einem lokalen Amateur-Quintett namens Heavenly Five bei und im Jahr 1953 gründete er die Gruppe Chimes mit Gary Morrison, John Murray und Gene Redd; im selben Jahr veröffentlichten die Chimes zwei Singles bei Royal Roost Records. Im Frühjahr 1956 gründete Crier die Hummers, die drei Songs für Old Town Records aufnahmen und ab 1959 beschäftigte er sich mehr mit Songwriting, Produktion und Verwaltung, oft in Zusammenarbeit mit Robert Spencer.
1959 stieß Crier zu der Gruppe The Mellows, mit denen er vier Singles veröffentlichte. Im Jahr 1961 wurde das Doo-Wop-Vocal-Quartett The Halos als Begleitchor für Einzelinterpreten gebildet und Crier übernahm die Bass-Stimme. Das Quartett begleitete zum Beispiel Tommy Hunt, Bobby Vinton, Johnny Nash, Little Eva, Johnny Mathis, Dion, The Coasters, Connie Francis, Brian Hyland und Ben E. King. So übernahm die Gruppe zum Beispiel in den Aufnahme von Pretty Little Angel Eyes von Curtis Lee. Von 1968 bis 1972 lebte Crier in Detroit und arbeitete für Motown Records als Songwriter und Produzent. Inspiriert von dem We-Are-The-World-Projekt reformierte Crier im Jahr 1984 die Mellows, um die Musik der 1950er Jahre wieder zu beleben; 1986 produzierte er Don’t Let Them Starve als Benefizplatte gegen den Hunger in Afrika.
Arthur Crier starb 2004 im Alter von 69, hinterließ seine Frau Dorothy, sechs Kinder, neunzehn Enkelkinder und sieben Urenkel.